# Amt Hörnerkirchen
Amt Hörnerkirchen er et amt i det nordlige Tyskland, beliggende i den nordlige del af Kreis Pinneberg. Kreis Pinneberg ligger i den sydlige del af delstaten Slesvig-Holsten. Administrationen er beliggende i byen Barmstedt.
Amt Hörnerkirchen grænser mod nord, øst og vest til Kreis Steinburg og mod syd til Amt Rantzau og Amt Elmshorn-Land.

## Kommuner i amtet
- Bokel
- Brande-Hörnerkirchen
- Osterhorn
- Westerhorn

## Historie
Amtet blev oprettet 1. oktober 1889. Siden 1. januar 2008 har Amt Hörnerkirchen haft forvaltningsfællesskab med byen Barmstedt, og amtets administration ligger i Barmstedt. I Amtshuset i Brande-Hörnerkirchen er der stadig borgerbetjening.